# Zlatý glóbus za nejlepší ženský herecký výkon v seriálu (drama)
Zlatý glóbus za nejlepší ženský herecký výkon v seriálu (drama) uděluje Asociace zahraničních novinářů v Hollywoodu (angl. Hollywood Foreign Press Association) na slavnostním ceremoniálu Zlatých glóbů. Kategorie Nejlepší herečka v dramatickém seriálu prošla během padesáti let několika změnami. Původně se jmenovala Nejlepší herečka v seriálu a poprvé byla udělená herečce Pauline Fredericks. Asociace neuvádí, za který seriál cenu udělila.
Do roku 1970 se v seriálech nerozlišoval žánr drama a komedie / muzikál. Nejvíc cen získala Angela Lansburyová a to čtyři (z celkem deseti nominací) za seriál To je vražda, napsala. Za ní jsou herečky Sharon Gless a Edie Falco – obě shodně ze sedmi nominací získaly dva Glóby. Stefanie Powers byla nominována pětkrát, nevyhrála však ani jednou. V letech 1982 a 1991 byly dvě vítězky. Claire Danesová jako jediná herečka získala cenu dva roky za sebou a to za seriál Ve jménu vlasti.
Následující seznam obsahuje jména vítězných hereček a seriálů, za které byly oceněné. Rok u jména znamená rok, za který se cena udělovala; nikoliv rok, kdy se konal slavnostní ceremoniál. Má-li seriál český distribuční název, je uveden pod ním.

## Vítězové

### 1961–1970
- 1961: Pauline Fredericksová
- 1962: Donna Reedová – The Donna Reed Show
- 1963: Inger Stevensová – The Farmer's Daughter
- 1964: Mary Tyler Mooreová – The Dick Van Dyke Show
- 1965: Anne Francisová – Honey West
- 1966: Marlo Thomasová – That Girl
- 1967: Carol Burnettová – The Carol Burnett Show
- 1968: Diahann Carrollová – Julia
- 1969: Linda Cristalová – High Chaparral
- 1970: Peggy Liptonová – The Mod Squad

### 1971–1980
- 1971: Patricia Neal – The Homecoming: A Christmas Story
- 1972: Gail Fisherová – Mannix
- 1973: Lee Remicková – The Blue Knight
- 1974: Angie Dickinson – Police Woman
- 1975: Lee Remicková – Jennie: Lady Randolph Churchill
- 1976: Susan Blakely – Rich Man, Poor Man
- 1977: Lesley Ann Warrenová – 79 Park Avenue
- 1978: Rosemary Harrisová – Holocaust
- 1979: Natalie Wood – From Here To Eternity
- 1980: Jóko Šimada – Šogun

### 1981–1990
- 1981: Barbara Bel Geddesová – Dallas a Linda Evans – Dynastie
- 1982: Joan Collins – Dynastie
- 1983: Jane Wymanová – Síla rodu
- 1984: Angela Lansburyová – To je vražda, napsala
- 1985: Sharon Glessová – Cagneyová a Laceyová
- 1986: Angela Lansburyová – To je vražda, napsala
- 1987: Susan Deyová – Právo v Los Angeles
- 1988: Jill Eikenberryová – Právo v Los Angeles
- 1989: Angela Lansburyová – To je vražda, napsala
- 1990: Sharon Glessová – The Trials Of Rosie O'Neill a Patricia Wettig – thirtysomething

### 1991–2000
- 1991: Angela Lansburyová – To je vražda, napsala
- 1992: Regina Taylorová – I'll Fly Away
- 1993: Kathy Bakerová – Picket Fences
- 1994: Claire Danesová – Tak tohle je můj život
- 1995: Jane Seymour – Doktorka Quinnová
- 1996: Gillian Anderson – Akta X
- 1997: Christine Lahtiová – Nemocnice Chicago Hope
- 1998: Keri Russellová – Felicity
- 1999: Edie Falco – Rodina Sopránů
- 2000: Sela Ward – Once and Again

### 2001–2010
- 2001: Jennifer Garnerová – Alias
- 2002: Edie Falco – Rodina Sopránů
- 2003: Frances Conroy – Odpočívej v pokoji
- 2004: Mariska Hargitay – Zákon a pořádek: Útvar pro zvláštní oběti
- 2005: Geena Davis – První prezidentka
- 2006: Kyra Sedgwick – Closer
- 2007: Glenn Close – Patty Hewes – nebezpečná advokátka
- 2008: Anna Paquin – Pravá krev
- 2009: Julianna Margulies – Dobrá manželka
- 2010: Katey Sagal – Zákon gangu

### 2011–2020
- 2011: Claire Danesová – Ve jménu vlasti
- 2012: Claire Danesová – Ve jménu vlasti
- 2013: Robin Wright – Dům z karet
- 2014: Ruth Wilson – Aféra
- 2015: Taraji P. Henson – Empire
- 2016: Claire Foy – Koruna
- 2017: Elisabeth Mossová – Příběh služebnice
- 2018: Sandra Oh – Na mušce
- 2019: Olivia Colmanová – Koruna
- 2020: Emma Corrin – Koruna

### 2021–2030
- 2021: Michaela Jaé Rodriguez – Pose
- 2022: Zendaya – Euforie
- 2023: Sarah Snooková – Boj o moc
- 2024: Anna Sawai – Šógun